# 西電東送
西電東送是中國一項開發雲南、廣西、貴州、四川、山西、宁夏、陝西、內蒙古等西部地區的電力資源，將其輸送到電力需求大的華南（廣東）、華東（上海、江蘇、浙江）和華北（北京、天津、河北）地區。西電東送被列為中國第十个五年计划中的西部大開發戰略的重要工程項目。據估計，從2001年到2015年，西電東送項目的總投資金額已將近10,000億元人民幣。

## 背景
隨著中國的改革開放，東部沿海地區的經濟快速發展，而與此同時，該地區也陷入了長期的電力短缺，迫使政府部門不得不進行區域性的輪流限電措施，這對於工廠的生產與城市的經濟活動造成很大的影響。而相對於此，中國西部地區（貴州、雲南、廣西、四川、內蒙古、山西、陝西）蘊藏大量的水力與煤炭資源，而當地卻因為人口較少，經濟相對較不發達，能源的需求也比較低。因此，開發西部地區的水力與煤炭資源用來發電，再將電力輸送到東部地區，不但可以舒緩東部缺電的狀況，還有利於減輕東部沿海地區日益嚴重的環境汙染壓力，並且還可以充分利用西部地區的天然資源，獲得西部大開發所需的資金，進而促進西部地區的發展，是一項東西部雙贏的戰略。

## 北部通道
將黃河上游的水力發電和內蒙古、山西的煤炭火力發電，送往北京、天津、河北地區，形成北部輸電通道。

## 中部通道
將長江三峽大壩和金沙江上游和其支流的各梯級水電站所產生的電力，送往上海、江蘇、浙江等華東地區，形成中部輸電通道。

## 南部通道
將雲南、貴州、廣西各水力電站所產生的電力，送往廣東及珠三角地區，形成南部輸電通道。
至2016年3月，中國南方電網西電東送已完成「八回交流、八回直流」共16條50萬伏及以上的輸電通道，50萬伏及以上電壓等級輸電線路超過2萬公里，送電規模超過3,500萬千瓦。預計至2020年送電規模將增加到4,750萬千瓦。